# Степівська сільська рада (Монастирищенський район)
Степі́вська сільська́ ра́да — адміністративно-територіальна одиниця та орган місцевого самоврядування в Монастирищенському районі Черкаської області. Адміністративний центр — село Степівка.

## Загальні відомості
- Населення ради: 404 особи (станом на 2001 рік)

## Населені пункти
Сільській раді були підпорядковані населені пункти:
- с. Степівка

## Склад ради
Рада складалась з 12 депутатів та голови.
- Голова ради: Горбатюк Наталія Василівна

### Керівний склад попередніх скликань
| Прізвище, ім'я, по батькові | Основні відомості                                                                                  | Дата обрання | Дата звільнення |
| --------------------------- | -------------------------------------------------------------------------------------------------- | ------------ | --------------- |
| Горбатюк Наталія Василівна  | Сільський голова, 1973 року народження, освіта вища, член Всеукраїнського об'єднання «Батьківщина» | 26.03.2006   | 31.10.2010      |
| Горбатюк Наталія Василівна  | Сільський голова, 1973 року народження, освіта вища                                                | 31.10.2010   |                 |

Примітка: таблиця складена за даними сайту Верховної Ради України

### Депутати
За результатами місцевих виборів 2010 року депутатами ради стали:

#### За суб'єктами висування
| Суб'єкт висування | Кількість обраних депутатів | %    |
| ----------------- | --------------------------- | ---- |
| Партія регіонів   | 8                           | 66,7 |
| Самовисування     | 4                           | 33,3 |

#### За округами
| № округу        | Прізвище, ім'я, по батькові  | Дата визнання обраним | Освіта  | Партійна приналежність | Відомості про обраного депутата                 |
| --------------- | ---------------------------- | --------------------- | ------- | ---------------------- | ----------------------------------------------- |
| Партія регіонів |                              |                       |         |                        |                                                 |
| 1               | Дядило Віктор Володимирович  | 05.11.2010            | середня | член Партії регіонів   | тимчасово не працює                             |
| 2               | Грабовський Сергій Остапович | 05.11.2010            | вища    | член Партії регіонів   | Фермерське господарство «Степівське»", електрик |
| 5               | Павловський Іван Григорович  | 05.11.2010            | середня | член Партії регіонів   | Фермерське господарство, оператор               |
| 6               | Павленко Микола Іванович     | 05.11.2010            | середня | член Партії регіонів   | ТОВ «Степ», бригадир                            |
| 8               | Бондар Тетяна Петрівна       | 05.11.2010            | середня | член Партії регіонів   | ТОВ «ЛСтеп», бухгалтер                          |
| 10              | Коренюк Галина Станіславівна | 05.11.2010            | середня | член Партії регіонів   | Сільське ТОВ «Степ», бухгалтер                  |
| 11              | Стасюк Лариса Миколаївна     | 05.11.2010            | середня | член Партії регіонів   | Степівська загальноосвітня школа, вчитель       |
| 12              | Яремчук Олександр Вікторович | 05.11.2010            | вища    | член Партії регіонів   | ТОВ «Степ», директор                            |
| Самовисування   |                              |                       |         |                        |                                                 |
| 3               | Яремчук Оксана Петрівна      | 05.11.2010            | середня | член Партії регіонів   | Дитячий свдок, повар                            |
| 4               | Салій Людмила Володимирівна  | 05.11.2010            | середня | член Партії регіонів   | Сільська рада, секретар                         |
| 7               | Карнаух Тетяна Дмитрівна     | 05.11.2010            | вища    | член Партії регіонів   | Дитячий садок, вихователь                       |
| 9               | Ганич Тетяна Петрівна        | 05.11.2010            | вища    | член Партії регіонів   | Дитячий садок, завідувач                        |

## Природно-заповідний фонд
На землях сільради розташовано гідрологічний заказник місцевого значення Степівська Руда.